# Bufonia leptoclada
Bufonia leptoclada är en nejlikväxtart som beskrevs av Rech f. Bufonia leptoclada ingår i släktet Bufonia och familjen nejlikväxter. Inga underarter finns listade i Catalogue of Life.